# Szatmáriné Balogh Mária
Szatmáriné Balogh Mária (Debrecen, 1961. március 12. –) magyar pszichológus, szervezetfejlesztő, tréner, egyetemi oktató.

## Életrajz
A debreceni Kossuth Lajos Tudományegyetemen szerzett okleveles pszichológus diplomát Népköztársasági ösztöndíjasként. Pedagógiai tanácsadói betétlapot, majd két szakdiplomát szerzett posztgraduális képzésekben az Eötvös Loránd Tudományegyetemen 1995-ben a munka- és pályatanácsadóként, majd a Budapesti Műszaki és Gazdaságtudományi Egyetemen munka- és szervezet szakpszichológusként. Bölcsészdoktori disszertációját pályaszocializációs célú tréningcsoportok nyílt és rejtett dinamikai folyamatainak elemzéséről írta. Oktatott a KLTE-n pszichológia (gyermekkori viselkedészavarok) és tanárszakosokat (általános-, személyiség-, szociál-, és pedagógiai pszichológia). Részt vett a rendszerváltást követően a tantárgyi reformban, új tréning jellegű tantárgyak kialakításában, azokhoz kötetek szerkesztésében és írásában mint pl. az osztályfőnöki munka eszközei, kommunikációfejlesztés, önismereti célú életstílus elemzés individuálpszichológiai alapon, csoportok megismerése és fejlesztése. 
Szervezetpszichológusként és szervezet- és vezetésfejlesztőként, kiválasztási szakértőként, trénerként és coaching pszichológusként dolgozik saját vállalkozása keretében 1993 óta. Egyetemeken oktat vezetési ismereteket, munka- és szervezetpszichológiát, munkahelyi készségfejlesztést, fejleszt kommunikációs és tárgyalástechnikai készségeket. Rendszeresen jelennek meg publikációi.
Férje Szatmári Kálmán informatikatanár. Két gyermekük született.

### Felsőoktatás tapasztalatai
- Budapesti Corvinus Egyetem (BCE) Projektmenedzsment, ill. Nagyberuházási projektmenedzsment szak: vezetési ismeretek, vezetői készségek
- BCE és SZTE Munkaügyi kapcsolatok szak: kommunikációs és tárgyalási készségek fejlesztése
- BCE HR szak: kiválasztás és tehetségfejlesztés
- BME Pszichológia Intézet: műszaki tanárszakon pszichológia 1-2-3., szakpszichológusoknak munkahelyi készségfejlesztés
- ELTE Jogi Kar: kommunikációs és tárgyalási készségek fejlesztése
- BKF, ma METU Szervezeti mediátor szakirányon szakirány vezető és mediáció kommunikációs alapjai, mediáció szupervíziója
- KLTE szociális munkás és szociálpolitika szak, ill. szociológia szak HR szakirány: HR munka munka- és szervezetpszichológiai alapjai és tanácsadás készségek fejlesztése tréning
- PTE Személyügyi ügyintéző szak: HR munka munka- és szervezetpszichológiai alapjai

### Szakmai közélet
- A Szervezetfejlesztők Magyarországi Társaságának 1996 óta tagja
- A BME Pszichológia mesterképzés (MA) Szakbizottság külső tagja
- Rendszeresen vesz részt, ill. ad elő a Magyar Pszichológusok Egyesületének Tudományos Nagygyűlésein, az OHE és a HSZOSZ szakmai rendezvényein. Időnként felkért előadó HR-es témákban
- Egy időszakban a Pszichológusok Érdekvédelmi Egyesületének főtitkára, ill. vezetőségének a tagja volt

## Művei
- Pszichológiai Szöveggyűjtemény. Szerk.: Balogh László - Tóth László - Szatmáriné Balogh Mária, KLTE., Debrecen, 1991.
- Pszichológiai gyakorlatok /tanárszakos hallgatóknak/. Szerk.: Balogh László, Dávid Imre, Győry Kálmánné, Páskuné Kiss Judit, Szatmáriné Balogh Mária, Tóth László, KLTE., Debrecen, 1990.
- Szatmáriné Balogh Mária: Az életstílus keletkezése, kialakulása. In.: Életstílus-elemzés Szerk.: Brezsnyánszky László - Győryné Beregszászi Sára - Szatmáriné Balogh Mária  Egyetemi jegyzet  KLTE. Debrecen, 1994.
- Feszültségek és konfliktusok az iskolában. Szöveggyűjtemény Szerk.: Szatmáriné Balogh Mária és Győryné Beregszászi Sára, KLTE. Debrecen, 1994.
- Szatmáriné Balogh Mária - Járó Katalin: A csoport megismerése és fejlesztése. Egyetemi jegyzet. (100 old) Szerk.: Szatmáriné Balogh Mária, KLTE., Debrecen, 1995., 1996., 2000
- Szatmáriné Balogh Mária: Pályaszocializációs célú kommunikációfejlesztő tréningcsoportok fejlődési dinamikájának elemzése. Egyetemi doktori értekezés. 1995. témavezető: Bagdy Emőke
- Szatmáriné Balogh Mária: A fejlesztő csoportfolyamatok dinamikai elemzése (A követéses szociometria és a "sajátélmény-kérdőív" eredmény-összefüggései alapján). In.: A pedagógus hivatás-személyisége 107-148.o. Szerk.: Bagdy Emőke, Kossuth Lajos Tudományegyetem, Debrecen, 1997.
- Önismeret, kommunikáció, csoportjelenségek dióhéjban. Olvasókönyv az Akkreditált Iskolai Rendszerű Felsőfokú Szakképzés tanulói és egyetemi hallgatók számára, Pszichológia tantárgycsoport, Szerkesztette: dr. Barlai Róbert és Szatmáriné dr. Balogh Mária, Külkereskedelmi Főiskola Kommunikáció Tanszék, Budapest, 1997.
- Szatmáriné Balogh Mária: Készség- és személyiségfejlesztés. Kézikönyv trénerek számára. Hallgatói munkafüzet. (MKM-PHARE PMU HU-94.05 program az Akkreditált Iskolai Rendszerű Felsőfokú Szakképzésben résztvevők számára.) Eszterházy Károly Tanárképző Főiskola LÍCEUM Kiadó, Eger, 1998.
- Szatmáriné Balogh Mária: Az új munkatársak kiválasztása. In: Személyügyi ABC. Aktuális gyakorlati tanácsadó cégvezetőknek és humánerőforrás - menedzsereknek. 4.4. fejezet, Szerk.: Szatmáriné Balogh Mária - Gazdag Miklós 1998.
- Szatmáriné Balogh Mária: Az emberi erőforrás fejlesztése. In: Személyügyi ABC. Aktuális gyakorlati tanácsadó cégvezetőknek és humánerőforrás - menedzsereknek. 8.3. fejezet, Szerk.: Szatmáriné Balogh Mária - Gazdag Miklós 1999.
- Szatmáriné Balogh Mária: Munkahelyi képzés szerepe a vállalat alkalmazkodásában. Munkapszichológia humánerőforrás menedzserek számára. (Távoktatási tankönyv) Szerk.: Mészáros Aranka, 2000. január
- Szatmáriné dr. Balogh Mária - dr. Tóth Ferenc: Létszámleépítési modellek és módszerek Magyarországon a nemzetközi gyakorlat tükrében. Személyügyi ABC. Aktuális gyakorlati tanácsadó cégvezetőknek és humánerőforrás-menedzsereknek. 12.7. fejezet, Verlag Dashöfer Szakkiadó Kft. és Bt., 2000. július, Szerk.: Szatmáriné dr. Balogh Mária és Gazdag Miklós
- Szatmáriné dr. Balogh Mária: A tárgyalás. In.: A MUNKAÜGYI KAPCSOLATOK ELJÁRÁSAI 6-60. o., Budapesti Corvinus Egyetem Közgazdasági Továbbképző Intézet, 2004
- Szatmáriné dr. Balogh Mária: Múltunk a jelenben. Egy szervezet élettörténete és megújulási dilemmái. In.: Sors mint döntés. Szerk.: Járó Katalin, Helikon Kiadó, 2005
- Szatmáriné dr. Balogh Mária - Galambos Judit – dr. Nacsa Beáta: Gyakorlati útmutató a magyar közigazgatás emberierőforrás-menedzsmentjéhez. Miniszterelnöki Hivatal megbízása, 2005 (kézirat)